# Lungani (Iași megye)
Lungani falu Romániában, Iași megyében.

## Fekvése
Jászvásártól nyugatra, a DN28-as úttól délre fekvő település.

## Története
Községközpont. Három falu: Crucea, Goești és Zmeu tartozik hozzá.
A 2002-es népszámláláskor 5061, 2011-ben pedig 5854 lakosa volt a településnek.